# 復古記
『復古記』（ふっこき）は、明治政府の編纂した、戊辰戦争を中心とした記録をまとめた編年体の史料集である。1889年（明治22年）完成、1929年 - 1931年（昭和4年 - 6年）刊。全298巻357冊。刊本は全15冊。

## 概要
『大日本史料』等と同じく、編年体の「綱文」に続いて関連史料を収録する形式をとる。
『復古記』150巻208冊（刊本8冊）と『復古外記』148巻149冊（刊本6冊）からなる。『復古記』は、慶応3年10月14日（1867年11月9日）の大政奉還から明治元年10月28日（1868年12月11日）の東征大総督解任までの史料を日付順にまとめたもの。また『復古外記』は、戊辰戦争の各戦闘ごとに史料をまとめたもので、対象期間は、明治元年1月3日（1868年1月27日）の鳥羽・伏見の戦い開戦から、明治2年6月12日（1869年7月20日）の箱館戦争終結までとなっている。
引用書目は全1212種。編纂のため収集された原史料は約21000点で、東京大学史料編纂所に所蔵されている。
明治政府の編纂史書であり、『復古記』という題名からもうかがえるように、王政復古史観に基づいて編纂されている。しかし、史料については新政府側・「朝敵」側の史料をともに平均的に収録しているのが特徴で、戊辰戦争研究のための最も重要な基礎史料集として扱われている。

## 編修の沿革
明治5年（1872年）6月、『復古記』編纂の命があり、同年10月4日、太政官正院に歴史課が設置され、長松幹を主幹として編修事業が開始された。以後、長松は完成まで主幹をつとめる（以後の編纂組織の変遷については、明治政府の修史事業の項も参照）。当初案では3編構成で、嘉永7年（1853年）のペリー来航から大政奉還までを『前記』、大政奉還から東征大総督解任までを『本記』とし、戊辰戦争の各戦記を『外記』とする予定であった。ただし、『前記』の編纂は行われずに終わっている。
ところが1873年（明治6年）5月5日の宮城火災で、すでに編纂されていた『復古記』30余本と『復古外記』20余本、および収集史料が焼失してしまい、最初から編纂のやり直しとなった。
1875年（明治8年）4月歴史課が修史局に拡充される。『復古記』は第3課の担当となり、長松以下、長炗、広瀬進一、四屋恒之、中村鼎五、藤川三渓、平野知秋、沢渡広孝が『復古記』の編纂にあたった。
1877年（明治10年）1月、正院廃止により修史局は太政官修史館に改組され、『復古記』は第3局甲科の担当となった。1881年（明治14年）12月の修史館の職制改正で、六国史以後の編年史（『大日本編年史』）編纂に力を集中するためとして『復古記』の編纂中止が一時決定される。これに対し、修史館監事長長松幹は、翌1882年（明治15年）1月、同館総裁三条実美に対して事業継続を求める意見書を上申、継続が認められた。
1885年（明治18年）『復古記』本記が完成。1886年（明治19年）1月修史館が廃止され、内閣臨時修史局に移管。この後、豊原資清が一人で『復古外記』の残りの編纂を続けることになる。
1888年（明治21年）10月内閣臨時修史局廃止、帝国大学臨時編年史編纂掛に移管。1889年（明治22年）12月、『復古外記』が完成し、16年8か月にわたる編纂事業が終了した。なお、検閲には重野安繹、川田剛、巌谷修、依田百川、藤野正啓、久米邦武らがあたっている。
その後、長く公刊されないままであったが、1929年 - 1931年（昭和4 - 6年）、内外書籍から全15冊で公刊された。戦後、1974年 - 1975年（昭和49 - 50年）に東京大学出版会から再版されている。
『復古記』の原史料は未整理のまま東京大学史料編纂所に保管されていたが、宮地正人らによる整理が進められ、1991年（平成3年）4月に一般公開された。この際の作業で、原史料からの引用の際、仮名遣いの変更など若干の修正が加えられていることや、採録されなかった原史料が多数にのぼることなどが判明している。

## 構成
- 第1冊（1930年10月5日発行）NDLJP:1148133
  - 巻1-27（慶応3年10月14日 - 明治元年2月3日）
- 第2冊（1929年6月15日発行）NDLJP:1148192
  - 巻28-48（明治元年2月3日 - 3月18日）
- 第3冊（1929年8月15日発行）NDLJP:1148238
  - 巻49-65（明治元年3月19日 - 4月23日）
- 第4冊（1929年10月28日発行）NDLJP:1148261
  - 巻66-79（明治元年4月24日 - 閏4月25日）
- 第5冊（1929年11月25日発行）NDLJP:1148282
  - 巻80-92（明治元年閏4月26日 - 5月27日）
- 第6冊（1929年12月15日発行）NDLJP:1148312
  - 巻93-111（明治元年5月28日 - 7月18日）
- 第7冊（1930年11月25日発行）NDLJP:1148337
  - 巻112-132（明治元年7月19日 - 9月17日）
- 第8冊（1930年1月25日発行）NDLJP:1148359
  - 巻133-150（明治元年9月18日 - 10月28日）
  - 附録 奥羽越諸藩罰典
- 第9冊（1929年7月18日発行）NDLJP:1148387
  - 伏見口戦記（第1-4, 明治元年1月3日 - 2月15日）
  - 東海道戦記（第1-23, 明治元年1月5日 -閏4月23日）
- 第10冊（1929年9月15日発行）NDLJP:1148425
  - 東海道戦記（第24-45, 明治元年閏4月24日 - 10月28日）
  - 房総戦記（明治元年4月13日 - 閏4月25日）
- 第11冊（1930年3月28日発行）NDLJP:1148459
  - 東叡山戦記（第1-5, 明治元年5月13日 - 6月8日）
  - 東山道戦記（第1-16, 明治元年1月9日 - 5月19日）
  - 北陸道戦記（第1-6, 明治元年正月9日 - 5月2日）
- 第12冊（1930年5月8日発行）NDLJP:1148505
  - 北陸道戦記（二）（第7-12, 明治元年5月3日 - 6月27日）
  - 奥羽戦記（第1-18, 明治元年2月9日 - 11月19日）
- 第13冊（1930年6月27日発行）NDLJP:1148555
  - 白河口戦記（第1-12, 明治元年5月19日 - 10月29日）
  - 平潟口戦記（第1-5, 明治元年6月10日 - 11月14日）
  - 越後口戦記（一）（第1-12, 明治元年6月14日 - 8月2日）
- 第14冊（1930年8月10日発行）NDLJP:1148590
  - 越後口戦記（二）（第7-20, 明治元年8月3日 - 11月4日）
  - 蝦夷戦記（第1-10, 明治元年10月19日 - 明治2年6月12日）
- 第15冊（1931年10月30日発行）NDLJP:1148627
  - 綱文索引